# Anacolosa papuana
Anacolosa papuana là một loài thực vật có hoa trong họ Olacaceae. Loài này được Schellenb. mô tả khoa học đầu tiên năm 1923.